# Moclobemida
La moclobemida es un inhibidor de la monoaminooxidasa (IMAO), medicamento utilizado principalmente para tratar la depresión y la ansiedad social. Aunque los ensayos clínicos con el medicamento comenzaron en 1977, no está aprobado para su uso en los Estados Unidos. Es producido por filiales de la empresa farmacéutica Hoffmann-La Roche.

## Farmacología
La moclobemida es un inhibidor reversible de la monoaminooxidasa A (IRMA) {en inglés: RIMA} ,[], un tipo de inhibidor de la monoamino oxidasa (IMAO). Actúa sobre la serotonina, la norepinefrina (o noradrenalina), y la dopamina. [].  A diferencia de los IMAO estándar, entre los posibles efectos secundarios  no se incluyen complicaciones cardiovasculares (hipertensión arterial), ni toxicidad hepática con encefalopatía, o hipertermia.
Una dosis única de 300 mg de moclobemida inhibe el 80% de la monoamino oxidasa A (MAO-A) y 30% de la monoamino oxidasa B (MAO-B), [] bloqueando la descomposición de la norepinefrina, la serotonina y, en menor medida, de la dopamina. No se produce inhibición de la recaptación de cualquiera de los neurotransmisores. La acción farmacodinámica abarca la activación del ánimo, la elevación del estado de ánimo, y la mejoría de síntomas como la disforia, la fatiga y dificultades en la concentración. Puede mejorar la duración y la calidad del sueño. El efecto antidepresivo a menudo se hace evidente en la primera semana de tratamiento (antes de lo que habitualmente se produce con ATC/ISRS).
En general, la moclobemida no se debe tomar simultáneamente con otros antidepresivos, debido a la probabilidad de interacciones farmacológicas significativas. En algunos regímenes muy específicos, la moclobemida puede combinarse con un antidepresivo tricíclico o con ISRS.
Cuando se cambia a un antidepresivo tricíclico, es necesario un período libre de fármacos {en inglés: washout}, de dos días. Y para los ISRS, se necesita un período de limpieza de por lo menos cuatro o cinco vidas medias de eliminación.

## Farmacocinética
La moclobemida se absorbe rápidamente. Los niveles plasmáticos máximos se producen en 0,3 a 2 h después de la administración oral. El aumento de la biodisponibilidad durante la primera semana de tratamiento es del 60% al 80% y más. La vida media de eliminación es de 1 a 2 horas. [] A pesar de su corta vida media,  la acción farmacodinámica de una dosis única tiene una duración de unas 16 horas. La droga es casi completamente metabolizada en el hígado por tres enzimas de la familia Citocromo P450, CYP2C19, CYP2D6 y CYP1A2 [] [] Los principales metabolitos son el N-óxido Ro 12-5637 y derivados lactámicos Ro 12-8095; []. Se encuentran metabolitos activos sólo en pequeñas cantidades. La droga sin cambios (menos del 1%), así como los metabolitos se excretan por vía renal (en la orina).

## Toxicología en animales
Toxicidad aguda: La DL50 oral en ratones y ratas es alta, lo que indica un índice terapéutico amplio. La DL50 en ratones es de 730 mg/kg y para ratas 1300 mg/kg. En perros, las dosis de más de 300 mg/kg dio lugar a vómitos, salivación, ataxia y somnolencia.
Toxicidad crónica: En un estudio en ratas, con un periodo de 18 meses con 10 mg/kg no se vieron signos de toxicidad crónica. Con 50 mg/kg y 250 mg/kg sólo hubo una ligera pérdida de peso; y con 250 mg/kg,  la fosfatasa alcalina y la Gamma glutamil transpeptidasa (GGTP o GGT), se elevaron ligeramente. Estudios en perros no revelaron toxicidad importante. No hay evidencia de una posible toxicidad hepática o cardiovascular.

## Usos
Depresión: la mayor parte de la experiencia que existe es con la depresión mayor según el DSM-III.
Trastorno de ansiedad social: como parte de un tratamiento integral en que se también se incluye la terapia cognitiva-conductual.
En los estudios de eficacia para el tratamiento del trastorno depresivo mayor, la moclobemida ha demostrado ser significativamente más eficaz que el placebo, tan eficaz como los antidepresivos tricíclicos (ATC) y los inhibidores selectivos de la recaptación de serotonina (ISRS), y algo menos eficaz que los antiguos IMAO no reversibles como la  fenelzina y la tranilcipromina. Sin embargo,  en términos de tolerabilidad, la moclobemida resultó ser comparable a los ISRS y mejor tolerada que los ATC y los IMAO antiguos [].
Además, la moclobemida se utiliza ocasionalmente con propósitos recreativos cuando se mezcla con el precursor de los psicodélicos dimetiltriptamina (DMT). La ingestión oral de DMT es inactiva, ya que se metaboliza rápidamente por las enzimas monoaminooxidasa del intestino. Por lo tanto, con el fin de que la  DMT pueda pasar al torrente sanguíneo intacta, estas enzimas deben ser inhibidas transitoriamente. 

## Contraindicaciones y precauciones
- Hipersensibilidad a la moclobemida.
- Estados de confusión severa.
- Tratamiento concomitante con selegilina.
- Tratamiento concomitante con clomipramina.
- Tratamiento concomitante con un ISRS. Después de la terminación del tratamiento con ISRS, no debe utilizarse moclobemida hasta que hayan transcurrido cuatro a cinco vidas medias de los ISRS (cinco semanas en el caso de la fluoxetina y dos semanas en los de otro tipo).
- Combinación del tratamiento con petidina (la interacción puede ser fatal).
- Combinación del tratamiento con dextrometorfano.
- Pacientes pediátricos (no hay datos suficientes para demostrarlo).
- Precaución: en los pacientes con esquizofrenia puede exacerbar una psicosis. Debe continuarse el tratamiento a largo plazo con neurolépticos.
- Pacientes con hipertiroidismo o con feocromocitoma.
- Precaución: posibles reacciones hipertensivas, por lo tanto el tratamiento con moclobemida no se recomienda.
- Precaución: pacientes con hipertensión no controlada.
- Precaución: pacientes con trastorno bipolar.

## Embarazo y lactancia
Los modelos animales no revelaron ninguna toxicidad para el embrión (fetotoxicidad). Del mismo modo, los hijos alimentados con leche materna mostraron un desarrollo normal. En el ser humano se carece de datos suficientes. La concentración de moclobemida en la leche materna es muy baja. Sin embargo, moclobemida sólo puede administrarse a mujeres embarazadas o en período de lactancia si está claramente indicado.

## Efectos secundarios o colaterales
La moclobemida es relativamente bien tolerada. Los efectos secundarios graves son poco frecuentes.
El perfil de efectos secundarios es la siguiente:
- Sangre y órganos formadores de sangre: casos aislados de daño de la médula ósea.
- Reacciones alérgicas o hipersensibilidad: en ocasiones aisladas urticaria sin otros síntomas. Casos aislados de anafilaxis con urticaria, angioedema, broncoespasmo, y caída rápida de la presión arterial.
- Reacciones psiquiátricas: en ocasiones, insomnio y aumento de la ansiedad. Son poco frecuentes la confusión (fácilmente reversible después de suspender el tratamiento), el nerviosismo o la agitación. Una esquizofrenia preexistente puede exacerbarse con la moclobemida.
- Sistema Nervioso Central y Periférico: en ocasiones, vértigo y dolor de cabeza. La neuropatía periférica es poco frecuente. Rara vez puede provocar convulsiones. La moclobemida puede afectar la capacidad del paciente para conducir o manejar maquinaria, ya que puede causar vértigo, dolor de cabeza, y poco frecuentemente, convulsiones.
- Ojos: raramente puede causar visión borrosa.
- Cardiovascular: los cambios en la presión sanguínea (hipertensión, hipotensión) son poco frecuentes.
- Tracto gastrointestinal: en ocasiones náuseas y boca seca. Con poca frecuencia aparece dolor de estómago, ardor de estómago, diarrea o estreñimiento.
- Hígado: en ocasiones las enzimas hepáticas se elevan asintomáticamente. En raras ocasiones puede haber hepatitis.
- Piel: ocasionalmente, erupción cutánea, prurito y enrojecimiento de la piel.
- Mama: en raras ocasiones hay aumento de volumen las mamas y secreción de leche, en ambos sexos (debido a los niveles elevados de la hormona prolactina).

## Pacientes agitados o con ideas suicidas
La moclobemida no tiene propiedades sedantes. Por lo tanto, los pacientes con agitación o con pensamientos suicidas deben recibir tratamiento con sedantes o ansiolíticos como benzodiazepinas o neurolépticos durante la fase inicial. Puede ser recomendable hospitalizar a estos pacientes hasta que la remisión sea estable.

## Interacciones
Con otros inhibidores de la MAO, los ISRS, IRSN, clomipramina, selegilina, petidina/meperidina, dextrometorfano, tramadol y MDMA: Puede desarrollarse un síndrome serotoninérgico, que puede ser mortal. En general, los IMAO interfieren con el metabolismo de los ISRS.
Opiáceos: la moclobemida potencia la acción analgésica de los opiáceos.
Simpaticomiméticos: riesgo de una crisis hipertensiva grave. No se recomienda la terapia combinada.
Cimetidina: reduce la metabolización de la moclobemida. Por lo tanto,  la dosis de moclobemida se debe reducir a 1/3 o a la 1/2 de la dosis normal.
Con los antidepresivos sin acción serotoninérgica: es posible el tratamiento con moclobemida después de un período de latencia de 48 horas. La dosis de moclobemida no debe superar los 300 mg al día durante la primera semana.
Benzodiacepinas: la moclobemida duplica la vida media del diazepam y del metabolito activo nordiazepam. En consecuencia, debe reducirse la dosis de diazepam .

## Consejos sobre alimentación
A diferencia de los IMAO irreversibles, no se requiere dieta especial. Sin embargo, el paciente debe evitar el consumo excesivo de alimentos que contienen tiramina (por ejemplo, queso Cheddar, habas, vino Chianti) con el fin de evitar un aumento de la presión arterial.

## Dosis
- Depresión: la dosis inicial es de 300 mg diarios divididas en 2 o 3 tomas. En los casos de depresión severa o resistente, la dosis puede aumentarse a 600 mg al día. Debe transcurrir una semana antes de aumentar la dosis, porque durante la primera semana aumenta la biodisponibilidad. El tratamiento con moclobemida debe continuar durante 4 a 6 semanas, antes de determinar el éxito del mismo.

- Trastorno de ansiedad social: la dosis recomendada es de 600 mg diarios divididos en 2 o 3 dosis. El tratamiento se suele iniciar con 300 mg diarios en los primeros 3 días. Debe continuar durante al menos 3 a 4 semanas, antes de determinar el beneficio terapéutico. El médico y el paciente deben ser conscientes de que las perspectivas terapéuticas del tratamiento con moclobemida en pacientes con alcoholismo crónico son malas. En la fobia social, que es una enfermedad crónica, puede ser recomendable el tratamiento a largo plazo. En estudios clínicos, la moclobemida demostró ser un fármaco eficaz para el tratamiento de mantención.

## Dosificación en pacientes con enfermedad hepática o renal
El deterioro de la función renal no altera la metabolización o la eliminación de la droga. Por lo tanto, no es necesario reducir la dosis.
Los pacientes con función hepática significativamente reducida deben recibir 1/3 y 1/2 de la dosis normal.

## Sobredosis
Las intoxicaciones con moclobemida como agente único, generalmente son leves. Hay alteraciones reversibles en el SNC e irritaciones del tracto gastrointestinal. Los pacientes con intoxicaciones mixtas (por ejemplo, con otros fármacos activos sobre el SNC) pueden mostrar síntomas graves o que amenazan la vida y deben ser hospitalizados. El tratamiento es principalmente sintomático y tiene como objetivo el mantenimiento de las funciones vitales.